# Ocean (álbum)
Ocean es el segundo álbum de estudio de la cantante colombiana Karol G, publicado el 3 de mayo de 2019, a través de la discográfica Universal Music Latino. La producción fue llevada a cabo principalmente por el productor Ovy On The Drums, y los productores Andrés Torres y Mauricio Rengifo, y como artistas invitados, aparecen Damian Marley, Anuel AA, Maluma y Yandel, entre otros.
Del álbum se extrajeron nueve sencillos: «Pineapple», «Mi cama», «Culpables», «Créeme», «Punto G», «Ocean», «Love with a Quality», «Dices que te vas» y «La vida continuó».
Debutó en el puesto 54 de la lista Billboard 200 y en el puesto dos de Top Latin Albums.

## Lista de canciones
| Ocean |                                              | |                               |          |  |
| N.º   | Título                                       | Escritor(es) | Productor(s)                  | Duración |  |
| 1.    | «Ocean»                                      | Karol G, Dímelo Flow, Sech, Ovy On The Drums                                                                                    | Ovy On The Drums, Dímelo Flow | 2:33     |  |
| 2.    | «Punto G»                                    | Karol G, Rayito Colombiano, Andy Clay                                                                                           | Rayito Colombiano, Andy Clay  | 3:01     |  |
| 3.    | «Love with a Quality» (con Damian Marley)    | Ovy On The Drums, Damian Marley                                                                                                 | Ovy On The Drums              | 3:41     |  |
| 4.    | «Baby»                                       | Karol G, Sky Rompiendo | Sky Rompiendo                 | 3:58     |  |
| 5.    | «Sin corazón»                                | Karol G, Anuel AA, DJ Luian, Mambo Kingz, Ovy On The Drums, Héctor Ramos, Miguel Perez, Cristian Colon, Ervin Quiroz            | DJ Luian, Mambo Kingz         | 2:49     |  |
| 6.    | «Dices que te vas» (con Anuel AA)            | Karol G, Anuel AA, José Manuel Gazmey, José Gazmey Santiago                                                                     | Ovy On The Drums              | 3:23     |  |
| 7.    | «Pineapple»                                  | Karol G, Sky Rompiendo, Mau y Ricky                                                                                             | Sky Rompiendo                 | 2:58     |  |
| 8.    | «La vida continuó» (con Simone & Simaria)    | Karol G, Ovy On The Drums, Rafael Silva de Queiroz, The KristoMan                                                               | Ovy On The Drums              | 2:45     |  |
| 9.    | «Bebesita»                                   | Karol G, Anuel AA, Chris Jeday, Gaby Music, Joan Antonio Gonzalez Marrero, Jorge Cedeño Echevarria, Miguel Antonio Muñoz Rohena | Chris Jeday, Gaby Music       | 3:02     |  |
| 10.   | «Culpables» (con Anuel AA)                   | Karol G, Anuel AA | Chris Jeday, Gaby Music       | 3:46     |  |
| 11.   | «Mi cama»                                    | Karol G, Omar Koonze, Antonio Rayo, Andy Clay, Rene David Cano Rios                                                             | Antonio Rayo Gibo, Andy Clay  | 2:30     |  |
| 12.   | «La ocasión perfecta» (con Yandel)           | Karol G, Ovy On The Drums, Yandel, Jumbo El Que Produce Solo                                                                    | Ovy On The Drums              | 3:41     |  |
| 13.   | «Créeme» (con Maluma)                        | Karol G, Maluma | Lisa Arianna                  | 3:32     |  |
| 14.   | «Go Karo»                                    | Karol G, Ovy On The Drums, Pato Banton                                                                                          | Ovy On The Drums              | 2:28     |  |
| 15.   | «Mi cama (Remix)» (con J Balvin y Nicky Jam) | Karol G, Omar Koonze, Rene David Cano Rios, Antonio Rayo, Andy Clay, J Balvin, Nicky Jam                                        | Andy Clay, Antonio Rayo Gibo  | 3:15     |  |
| 16.   | «Yo aprendí» (con Danay Suárez)              | Karol G, Danay Suárez |                               | 3:05     |  |

## Créditos y personal
| Artistas - Karol G - Artista principal - Damian Marley - Colaboración (canción 3) - Anuel AA - Colaboración (canción 6 y 10) - Simone & Simaria - Colaboración (canción 8) - Yandel - Colaboración (canción 10) - Maluma - Colaboración (canción 13) - J Balvin - Colaboración (canción 15) - Nicky Jam - Colaboración (canción 15) - Danay Suárez - Colaboración (canción 16) | Técnicos - Mosty - Mezclador - Carlos Duhaime - Editor - Maz Makhani - Director fotográfico - Carlos Duhaime - Editor Productores - Ovy On The Drums - Andrés Torres - Mauricio Rengifo |

## Posicionamiento en listas
| Listas (2019)                  | Mejor posición |
| ------------------------------ | -------------- |
| España (PROMUSICAE)            | 82             |
| Estados Unidos (Billboard 200) | 54             |
| Estados Unidos (Latin Albums)  | 2              |

## Certificaciones
| País (organismo certificador) | Certificación         | Unidades certificadas |
| ----------------------------- | --------------------- | --------------------- |
| México (AMPROFON)             | Diamante + 2x Platino | 420 000               |
| Estados Unidos (RIAA)         | 5x Platino            | 300 000               |